# Parabola del giardiniere invisibile
La parabola del giardiniere invisibile è un racconto di John Wisdom, successivamente sviluppato, in un ampio dibattito, da Antony Flew che vi apportò alcune modifiche, tra cui la sostituzione delle due persone con due esploratori.
Il racconto è spesso utilizzato per illustrare sia la differenza tra asserzioni basate sulla fede e asserzioni basate su evidenze scientifiche, sia i problemi associati con gli enunciati su credenze non falsificabili.

## Contenuto
La storia inizia con le seguenti parole:
The believer wonders if there is an invisible gardener, so they patrol with bloodhounds but the bloodhounds never give a cry. Yet the believer remains unconvinced, and insists that the gardener is invisible, has no scent and gives no sound. The skeptic doesn't agree, and asks how a so-called invisible, intangible, elusive gardener differs from an imaginary gardener, or even no gardener at all.»
Nelle successive aggiunte fatte da Flew compaiono videocamere, infrarossi, e il giardino è difeso da un reticolato elettrificato: l'obiezione del credente, tuttavia, è che il giardiniere non solo è impercettibile, ma anche immateriale.

## Significato
Il senso fondamentale della parabola è il seguente: i credenti (in materia di religione) non accettano le falsificazioni delle loro asserzioni. Per quante condizioni si aggiungano, essi generano ipotesi ad hoc per soddisfare le obiezioni. Questa è la ragione per cui, secondo Flew, i credenti fanno sì che Dio "causi la morte di migliaia di condizioni aggiuntive". Ne consegue l'impossibilità di sottoporre le affermazioni dei credenti sull'esistenza di Dio, e il linguaggio religioso in genere, a qualsiasi forma di verifica empirica così come a qualsiasi forma di falsificazione. Pertanto, gli enunciati teistici, sottratti alla verificabilità empirica e alla falsificabilità, sono, secondo Flew, privi di contenuto cognitivo.